# Der silberne Wagen
Der silberne Wagen versammelt sieben Erzählungen von Ernst Wiechert, die ab 1922 entstanden und 1928 in Berlin erschienen. Der Krieg und seine tiefgreifenden Folgen bilden den Hintergrund aller enthaltenen Geschichten – die erste ausgenommen.

## Handlung

### Der silberne Wagen
Der 45-jährige preußische Staatssekretär Hermann Gieseking hat einen Glückstag: Sein vorgesetzter amtsmüder Minister deutet ihm einen bevorstehenden Karrieresprung an und freut sich über Giesekings Urlaubsreise in die alte ostdeutsche Waldheimat. Gieseking nimmt mit seiner Verlobten Fräulein Hortensie den Zug. Der Minister auf dem Bahnsteig rät seinem abreisenden Untergebenen, er solle dort zu Hause lediglich in einem silbernen Wagen vorfahren. Nur so sei bei der nächsten Heimreise eine Steigerung möglich.
Gieseking findet in der schier endlosen Waldeinsamkeit nicht die erhoffte Ruhe und will den Rest des Urlaubs an der Riviera verbringen. Auf der Rückfahrt schaut er bei der Witwe Lisa vorbei. Die junge Frau hat drei Kinder – zwei Mädchen von ihrem verstorbenen Ehemanne und das dritte und älteste Kind, der Junge, ist Giesekings Sohn. Der Herr Staatssekretär, damals daheim noch Landrat, hatte Lisa über dem nächstfolgenden Karrieresprung sitzengelassen. Die in ärmlichen Verhältnisse lebende Frau beantwortet alle Rechtfertigungsversuche des Gastes kompromisslos. Das abweisende Verhalten seines leiblichen Kindes und die offensichtliche Ähnlichkeit des Jungen mit Gieseking zwingen den tief beeindruckten Vater nicht gleich zur Umkehr, wohl aber zur Einkehr: Der Staatssekretär verlässt Frau und Kind zum zweiten Mal. Während er die Rückreise fortsetzt, geht er den ersten Schritt zur Umkehr: Gieseking zerstückelt das Foto seiner Verlobten.

### Geschichte eines Knaben
Die Mutter stirbt, als Percy Schurmann im javanischen Weltevreden am Tjiliwoengfluss geboren wird. Der Vater, Magnus Schurmann, zweiter Chef des englischen Exporthauses Walker & Sons, Ltd., verliert während des Krieges Stellung und Vermögen. Percy, von der Malayin Sawah großgezogen, muss mit dem Vater 1918 zurück nach Ostpreußen zu Magnus Schurmann sen., dem spöttisch dreinblickenden Großvater. Im Gymnasium freundet sich Graf Holger Einsiedel mit dem zurückhaltenden Percy an. Im Hause der Einsiedels macht Percy die Bekanntschaft des um die 55-jährigen Weltreisenden Graf Manfred Einsiedel. Letzterer hatte sich im unübersichtlichen Park der Familie ein Tropenhaus errichten lassen. Graf Manfred ist beeindruckt, als die Giftschlangen in den Kästen während eines Rundganges durch das Haus auf Percys Flötenspiel reagieren. Gegenüber den beiden Einsiedels lässt Percy seine Zurückhaltung fahren. Graf Manfred resümiert, Percy spräche, wie ein Asiate lächelt.
Es kommen schlechte Zeiten. Während der Inflation fällt der Wert der Mark „lawinengleich“. Der Großvater muss zwei Zimmer seines Hauses an die Klavierlehrerin Lida Winckler vermieten. Befremdet registriert Percy die Annäherungsversuche seines Vaters an die junge Dame. Als Percy der Klavierlehrerin näherkommt, fühlt er, dass ihre Güte, ihre Liebe nicht mütterlich wie die Sawahs ist, sondern etwas Neues, tief Beunruhigendes. Lida, feinfühlig, beruhigt: Freundschaft soll es bleiben.
Der Schularzt stellt nach einer Untersuchung so etwas wie eine lebensbedrohliche Krankheit bei Percy fest. Der Kranke will zurück in die Tropen. Der Arzt rät dringend ab. Lida verlässt die Kleinstadt auf Nimmerwiedersehn. Zuvor gesteht sie Percy ihre Liebe. Den Antrag von Percys Vater hatte sie abgelehnt.
Percy bringt sich um. Graf Holger findet den Freund im Tropenhaus, getötet durch einen Schlangenbiss.

### Die Legende vom letzten Wald
Die Holzfäller haben einen Grund zum Feiern. Nach dem Kriege soll der letzte deutsche Wald gefällt werden. Es kommt ein Wanderer daher und stört mit unpassenden Anmerkungen die Feier. Also versetzt einer der bereits Angetrunkenen dem Ankömmling einen Fausthieb ins Gesicht. Der Misshandelte versetzt seherisch: „Wer Menschenblut vergießt, des Blut soll wieder vergossen werden; wer aber Gottes Blut vergießt, des Blut soll nie getrocknet werden.“ Darauf verschwindet der Fremde im Waldesdunkel.
Und in der Tat – als der Wald geschlagen wird, waten die frevelnden Holzfäller im Blut. Während des unablässigen Fällens wahnsinnig geworden, staunen die Holzfäller jenen erneut auftauchenden oben genannten Wanderer an. Barfuß schreitet der Wanderer durch das Blut. Seine Füße bleiben weiß und unbefleckt wie die Füße aller Waldtiere. Die Klage der Holzfäller kann den Schritt des Wanderers nicht hemmen. Mit seinem fortwährenden Schreiten gen Sonnenuntergang erlischt das Leben im Umkreis der Holzfäller.

### Die Schmerzensreiche
Irene, „den dunklen Träumen der Kindheit leidenschaftlich-verschlossen hingegeben“, wächst in einer Waldeinsamkeit auf und folgt nach der Verheiratung ihrem Manne Günther. Die Ehe bleibt nach den ersten Jahren kinderlos. Irene kann nicht verstehen, weshalb Günther fürs Vaterland in den Krieg zieht. Die Frau trifft nach anderthalb Jahren Krieg ihren Mann nur für eine Nacht in einer fremden Stadt. Später dann, nachdem Irene ihre Schwangerschaft bemerkt hat, wird sie sich mit Zeit zunehmend sicher, das Kind wird ihr „fremd und ungeliebt“ bleiben, weil zwei Sorgen – die um das Leben des Kindes und des Mannes – eine Sorge zu viel für sie sind. Irene kann nur Günther lieben; sich um Günthers Leben im Kriege sorgen. Folgerichtig wird das Kind tot geboren. Günther, auf Weihnachtsurlaub ein paar Tage nur zu Hause, nimmt Schuld auf sich: „Alles töten wir,… Mann, Frau und Kind.“

### Der Kinderkreuzzug
Der Infanterist Peter Hamborn, in Friedenszeiten Bergmann gewesen, klopft gegen Ende des Krieges während eines kurzen Fronturlaubs bei seinem Vater, einem Bauern, an und bittet um Lebensmittel für seine hungernden Kinder. Der Vater lehnt ab, weil der Sohn früher von zu Hause in die Stadt fortgelaufen war und dort eine dem Vater nicht genehme Frau geheiratet hatte. Jürgen Hamborn, der älteste Sohn des Bergmanns, erfährt aus der Rede des Pfarrers im Konfirmandenunterricht von den Kinderkreuzzügen in das Gelobte Land. Für Jürgen liegt Letzteres um den Hof des Großvaters herum, „wo sechs Kühe im Stall stehen.“. Der Vater ist längst wieder in den Krieg gezogen. Die Mutter näht den ganzen Tag über außer Haus für fremde Leute. Jürgen schreibt ihr, er sei mit den kleineren Geschwistern für etwa zwei Wochen zum Großvater „Brot holen“. Dem Marsch in die letzten Oktobertage schließen sich noch ein paar ausgehungerte Stadtkinder an: Der Sohn eines in Belgien gefallenen Kesselschmieds mit seinen zwei Geschwistern, noch ein Bergmannssohn und der Sohn eines Straßenbahnschaffners, dessen Vater an der Ostfront steht. Die kleineren Kinder werden in Wägelchen gefahren und haben sich mit Holzschwertern bewaffnet. Nicht alle Bauern am Wege der zwölf kleinen Bettler erweisen sich als barmherzig; schon gar nicht Jürgens Großvater am Ziel der beschwerlichen Fußreise. Mit dem mehrfachen Ausruf „Vagabunden!“ weist er die Halbverhungerten ab.
Die Kinder erkennen, es gibt also doch kein gelobtes Land und müssen umkehren. Der Schafhirte des Bauern, ein verkrüppelter Soldat in schmutziggrauem Kriegskleid, hat die Verstoßung mitangesehen und führt die Kinder insgeheim in einen Schafstall – abseits vom Hof des Großvaters am Walde. Es gibt eine Mahlzeit und Schlafplatz im Heu. Auch in den darauffolgenden Tagen werden die Kinder von dem Soldaten versorgt. Der Schafhirte schlachtet extra. Fleisch kommt auf den Tisch. Aus der Kirche wollte der Kriegsversehrte austreten. Nun geht er wieder zu seinem Pfarrer und bittet für die Kinder um Hilfe. Der Pfarrer fragt nicht viel und leitet deren Rückkehr in die Wege.
Jürgen erzählt der daheim lachenden und weinenden Mutter, er habe das gelobte Land gesehen.

### Der Wolf und sein Bruder
Ein paar Jahre nach dem Krieg in einem ostpreußischen Dorf: Ab und zu reißt ein Wolf eines der Tiere aus einer der großen Viehherden. Trotz höchster Wachsamkeit kann die Bauernschaft den Räuber nicht stellen.
Parallel zu dieser Begebenheit erzählt Ernst Wiechert die Geschichte vom Sterben des landfremden 40-jährigen Witwers Wander. Nach dreijähriger Kriegsgefangenschaft in Sibirien bleibt der kriegsversehrte Wander im Dorf hängen und macht sich durch Diebstahlsdelikte bei den heimischen Bauern unbeliebt. Dem nicht genug. Das Haus des vermeintlichen Wilderers wird durchsucht. Wander, im Walde aufgewachsen, sollte vor dem Kriege Förster werden und spricht die Sprache der Tiere. Der Hass des Geächteten treibt Wander mit der Zeit in die Nähe des Wolfes. Schließlich heult der gottverlassene Wander mit dem Raubtier und empfindet tiefe Befriedigung.
Den Dorfbewohnern entgeht nichts in ihrem Umkreis. So bleibt die Reaktion nicht aus. Eine Kugel durchschlägt nachts Wanders Fenster. Von draußen ertönt der Ruf: „Werwolf!“ Nachdem die Bauern den Wolf erschossen haben, begräbt Wander seinen toten Bruder und erschießt sich. Der Pfarrer beerdigt Wander in einer Friedhofsecke. Der Leichnam wird geplündert und im Walde verscharrt.

### Die Flucht ins Ewige
Nach einer der Flandernschlachten haben von der zehnten Mörserbatterie nur der Kanonier Michael Anders – ein deutscher Bauer – und das Pferd des Hauptmanns überlebt. Der erschöpfte Soldat reitet aus dem rauchenden Kampfgebiet und wird schließlich von der jungen flandrischen Bauersfrau Charlot gesundgepflegt. Charlot hat einen Säugling. Ihr Bruder ist gefallen und der Ehemann sitzt in Gefangenschaft fest. Also pflügt Michael den Acker und macht sich auf Charlots Hof nützlich. Die beiden lernen sich kennen und lieben. Charlot bringt Michaels Kind zur Welt. Der Knabe wird Oogst – niederländisch: Ernte – genannt. Im November 1918, als Michael von dem Waffenstillstand erfährt, zieht er mit Oogst an den Rhein. Dort, in einer Domstadt, zerstreut ein deutscher Major die Bedenken Michaels wegen seiner Fahnenflucht: Das Kriegsgericht ist inzwischen passé. Vater und Sohn ziehen heim.

### Erstausgabe
- Ernst Wiechert: Der silberne Wagen. Sieben Novellen. G. Grote'sche Verlagsbuchhandlung, Berlin 1928. 250 Seiten

### Verwendete Ausgaben
- Der silberne Wagen (PDF; 105 kB)
- Geschichte eines Knaben. Rainer Wunderlich Verlag (Hermann Leins). Tübingen 1947. 92 Seiten. Direction de l’Education Publique G.M.Z.F.O.
- Die Legende vom letzten Wald (PDF; 76 kB)
- Die Schmerzensreiche (PDF; 80 kB)
- Der Kinderkreuzzug. S. 95–132 in Erzählungen. Verlag L. Schwann, Düsseldorf 1947. Bücherei der Jugend. Leitung: Josef Rick. Bd. 2. 139 Seiten (Die Hirtennovelle. Tobias. Der Kinderkreuzzug. Mein ester Adler)
- Der Wolf und sein Bruder (PDF; 85 kB)
- Die Flucht ins Ewige (PDF; 106 kB)